# Малая Була
Ма́лая Була́ (чув. Кĕçĕн Пăла, Тип Пăла, тат. Кече Бола) — река в Чувашии и Татарстане, левый приток реки Була.

## География
Исток реки — у деревни Татарское Ивашкино Комсомольского района (по другим данным исток — у села Старочелны-Сюрбеево Комсомольского района), течёт почти строго на восток, впадает в Булу напротив деревни Бик-Утеево Буинского района Татарстана (по другим данным устье — у села Байдеряково Яльчикского района на границе с Республикой Татарстан). Длина реки 41 км (по другим данным — 45,4 км), площадь бассейна — 384 км², коэффициент густоты речной сети колеблется от 0,1 до 0,4 км/км², годовой сток составляет 120—140 мм. Крупнейшие притоки — впадающие слева Таябинка, Ерыкла и вторая Ерыкла.
Протекает рядом с населёнными пунктами Твеняшево, Нюргечи, Степное Яниково, Новые Шимкусы, Новое Ищеряково, Новое Байбатырево, Новое Чурино, Апанасово-Эщебенево, Сабанчино, Тораево, Новое Тойдеряково, Новое Булаево, Тоскаево, а также южнее райцентра Яльчики.
В бассейне Малой Булы расположены озёра Шихаза́нское (бессточное, в левобережье реки, на южной окраине деревни Степные Шихазаны Комсомольского района), Бездо́нное (левобережье реки, в 650—750 м северо-восточнее села Байдеряково Яльчикского района), Бе́лое (левобережье Малой Булы, у южных окраин деревень Белое Озеро и Полевые Буртасы Яльчикского района, сток в южной части озера образует один из притоков реки).

## Данные водного реестра
По данным государственного водного реестра России относится к Верхневолжскому бассейновому округу, водохозяйственный участок реки — Свияга от села Альшеево и до устья, речной подбассейн реки — Волга от впадения Оки до Куйбышевского водохранилища (без бассейна Суры). Речной бассейн реки — (Верхняя) Волга до Куйбышевского водохранилища (без бассейна Оки). Код реки — 08010400612112100002683.